# Hadji
Hadji, Hajji (arabe : حاجّي — ḥājj-ī, littéralement « mon hâjj », c'est-à-dire « mon pèlerin ») est un titre honorifique donné à un musulman qui a accompli , le hajj, le pèlerinage à La Mecque,. 

## Emploi général
Le terme est également couramment employé pour s'adresser à un aîné ou à une aînée (auquel cas on utilisera la forme féminine : ḥājjat-ī). Cela s'explique parce que ce sont souvent les personnes âgées qui peuvent faire le pèlerinage, grâce à l'argent nécessaire à l'accomplissement de ce rituel qu'elles ont réussi à mettre de côté. Le titre se place avant le nom d'une personne. On dira ainsi Bonjour Hâjj Yûsuf ou Bonjour hajjî.
Dans certaines régions, ce mot a passé les générations jusqu'à devenir un patronyme. Un tel usage peut-être constaté, par exemple, dans le nom de famille bosniaque Hadžiosmanović, qui signifie à l'origine fils de Hajji Osman. En russe, il est généralement transcrit « Gadji ».

## Usage dans la péninsule balkanique
Dans les pays chrétiens des Balkans qui étaient intégrés dans l'Empire ottoman, le titre était parfois aussi utilisé par les chrétiens malgré la référence explicite à l'Islam. Ainsi, durant la domination ottomane, les chrétiens orthodoxes, en particulier les Grecs, considéraient qu'il était de leur devoir de se rendre à Jérusalem et de visiter le Saint-Sépulcre et d'obtenir le titre de pèlerin (hatzi). Le titre était aussi donné aux personnes baptisées dans le Jourdain. 
Le titre est rendu par хаджи (hadzhi) en bulgare cyrillique, et хаџи (hadži) en serbe et macédonien cyrillique. En grec — en tant que première partie d'un nom de famille — il s'écrit χατζη- (khatzi-). On le rencontre couramment depuis l'époque de l'Empire ottoman — en un mot ou en deux, ou encore séparé par un trait d'union — dans les noms de familles de personnes qui descendent d'un pèlerin : en grec χατζής, pluriel χατζήδες; en slave du sud hadžija, pluriel hadžii (bulgare/macédonien) ou hadžije (serbe).

## Usage pendant la guerre d'Irak
Au cours de la guerre d'Irak, les membres des services américains ont utilisé Hâjji  comme terme générique pour désigner les Irakiens, et les Arabes, en général. Dans ce contexte, le mot est donc péjoratif.

## Patronyme
Hadji est un nom de famille  notamment porté par :

- François Hadji-Lazaro (1956-2023), musicien, chanteur et acteur français ;
- Gisèle Hadji-Minaglou (1953-), architecte archéologue française ;
- Karim Ali Hadji (1981-), footballeur algérien ;
- Kassim Hadji (2000-), footballeur comorien ;
- Leila Hadji (1998-), athlète française ;
- Mustapha Hadji (1971-), footballeur marocain ;
- Youssef Hajdi (1979-), acteur français ;
- Youssouf Hadji (1980-), footballeur marocain ;
- Zachary Hadji (1996-), footballeur franco-marocain.

## Note
1. ↑  On ne confondra pas les termes hajj (avec un /a/ bref) signifiant pèlerinage et hājj (avec un /ā/ long) qui désigne la personne ayant accompli le pèlerinage à la Mecque.